# جين غلين (كاتبة سيناريو)
جين غلين (بالإنجليزية: Jeanne Glynn)‏ هي كاتبة سيناريو أمريكية، ولدت في 1932، وتوفيت في 8 يونيو 2007.